# Phyllastrephus flavostriatus
Phyllastrephus flavostriatus é uma espécie de ave da família Pycnonotidae.
Pode ser encontrada nos seguintes países: Burundi, República Democrática do Congo, Quénia, Malawi, Moçambique, Ruanda, África do Sul, Suazilândia, Tanzânia, Uganda, Zâmbia e Zimbabwe.
Os seus habitats naturais são: florestas subtropicais ou tropicais húmidas de baixa altitude e regiões subtropicais ou tropicais húmidas de alta altitude.